# 소켓 423

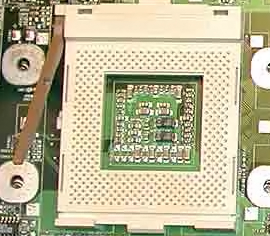
소켓 423의 사진. 초기 펜티엄 4 프로세서에 사용되었던 규격이다.

소켓 423(Socket 423, PGA 423)은 윌라멧 코어 기반 펜티엄 4(1.3Ghz ~ 2.0GHz) 프로세서에 사용되었으며 펜티엄 4 프로세서가 처음 출시된 2000년 11월부터 2001년 8월까지의 짧은 기간에 소켓 423 규격이 사용되었다. 그 이후로는 소켓 478(mPGA 478) 규격이 주류를 이루었다.

## 기술 사양
이 소켓은 소켓 423 패키지의 모든 프로세서를 수용하도록 설계되었다.
이 소켓과 함께 사용되는 프로세서에는 배수가 잠겨 있다. 즉, 전면 버스 주파수를 높이지 않으면 오버클럭이 불가능하다. 그러나 FSB 주파수를 높이면 다른 버스가 사양을 벗어나게 되어 시스템이 불안정해질 수 있다.
"PowerLeap PL-P4/N"은 소켓 423에서 소켓 478 프로세서를 사용할 수 있도록 소켓 어댑터 형태로 개발된 장치이다.